# الجزيرة الأولمبية
الجزيرة الأولمبية مسلسل رسوم متحركة هولندي يتكون من 46 حلقة عرض لأول مره بين عامي 1989-1990 . تمت دبلجة المسلسل للغة العربية.

## روابط خارجية
- الجزيرة الأولمبية على موقع IMDb (الإنجليزية)
- الجزيرة الأولمبية على موقع قاعدة بيانات الفيلم (الإنجليزية)
- Official website